# Hugo Cruz Alvarado
Hugo Armando Cruz Alvarado (San Ramón, Alajuela, 22 de julio de 1982) es un ex árbitro costarricense.

## Biografía
Ha logrado dirigir en las máximas instancias a nivel de FIFA, CONCACAF, UNCAF y a nivel del fútbol costarricense. Tiene una carrera arbitral de 26 años, 19 de los cuales han sido en la primera división del fútbol costarricense; Cruz además es Bachiller en la Enseñanza de la Educación Física, Deportes y Recreación y cuenta con una licenciatura en Ciencias del Deporte, ambos títulos obtenidos en la Universidad Nacional de Costa Rica.
Es actualmente árbitro de la Primera División de Costa Rica, además fue árbitro internacional del panel de FIFA, combinado con su profesión como Educador Físico. Se inició como árbitro en la ciudad de San Ramón, Alajuela perteneciendo a la Asociación Ramonense de Árbitros de Fútbol a la edad de 14 años, haciendo sus primeras armas en el oficio en los torneos distritales y regionales de la Zona de Occidente. En el año 2000 tuvo la oportunidad de empezar a dirigir en la Liga Nacional de Fútbol Aficionado, recorriendo prácticamente todo el país.
Debutó en Primera División el 18 de agosto de 2006, en el Estadio Edgardo Baltodano Briceño de la ciudad de Liberia, en el partido entre Liberia y el Club Sport Cartaginés, siendo un exitoso debut y recibiendo 2 meses más tarde en su cuarto partido en la Primera División, la responsabilidad de dirigir el Clásico Nacional, entre los equipos Liga Deportiva Alajuelense y el Deportivo Saprissa. Ha ido ganando reconocimiento hasta posicionarse como uno de los mejores árbitros de la Primera División de Costa Rica, contando con el récord como el árbitro con más partidos dirigidos en la historia del futbol de la Primera División de Costa Rica. 
Ejercicio como árbitro internacional desde el año 2008 y hasta el año 2018, habiendo participado en diferentes Premundiales  nivel infantil y juvenil, tanto en UNCAF como en CONCACAF, además de ser parte del grupo de Árbitros seleccionados por la FIFA para la Copa Mundial U-17 del año 2013 en Emiratos Árabes Unidos, donde participó en 5 encuentros, contabilizando más de 100 juegos a nivel internacional.
Además ha dirigido partidos en la Liga de Campeones de CONCACAF, donde en el 2014 dirigió la semifinal entre LA Galaxy (Estados Unidos) y Club Monterrey (México). En el ámbito torneo local ha dirigido más de 350 partidos como árbitro central, y más de 150 como 4.º Árbitro, entre los cuales se incluyen 17 clásicos nacionales entre Deportivo Saprissa y Liga Deportiva Alajuelense, y ha dirigido 11 finales nacionales, lo que le constituye como una de los árbitros más reconocidos y exitosos a nivel nacional.